# Тинахитас
Тинахитас (исп. Tinajitas) — посёлок в восточной части Мексики, на территории штата Веракрус. Входит в состав муниципалитета Актопан.

## Географическое положение
Тинахитас расположен в центральной части штата, на расстоянии приблизительно 45 километров к востоку-северо-востоку (ENE) от города Халапа-Энрикеса, административного центра штата. Абсолютная высота — 51 метр над уровнем моря.

## Население
Согласно данным, полученным в ходе проведения официальной переписи 2005 года, в посёлке проживало 1746 человек (813 мужчин и 933 женщины). Насчитывалось 537 домов. По возрастному диапазону население распределилось следующим образом: 32,9 % — жители младше 18 лет, 54,2 % — между 18 и 59 годами и 12,9 % — в возрасте 60 лет и старше. Уровень грамотности среди жителей старше 15 лет составлял 85,8 %.
По данным переписи 2010 года, численность населения Тинахитаса составляла 2090 человек. Динамика численности населения посёлка по годам:
| 2000 | 2005 | 2010 |
| ---- | ---- | ---- |
| 1997 | 1746 | 2090 |